# ЛГБТ движение за равноправие
ЛГБТ движение е общо понятие за социални движения, защитаващи човешките права на хомосексуални, бисексуални и транссексуални от хомофобска дискриминация.
Абревиатурата ЛГБТ означава „лесбийки, гей, бисексуални и транссексуални“ и това движение включва „Gay Liberation“ (в букв. превод освобождаване на гейовете), лесбианизма, куиър-културата и организациите за права на транссексуалните. Основната цел на ЛГБТ общността е равноправие; някои от тези организации фокусират дейността си и върху създаването на гей общности или се борят срещу наложената хетеросексуална норма. Днес тези движения действат чрез явна политическа и културна активност, като лобирането и демонстрациите, сдружаване (вкл. поддръжници); списания, филми, литература; академични изследвания и статии; дори бизнес активност.
ЛГБТ движението е преди всичко за едно движение за идентичност, което се опитва да промени символното възприемане на хомосексуалността чрез своята обществена дейност. В САЩ това се случва основно чрез присвояването на думи без негативна окраска като „gay“ (гей) и „lesbian“ (лесбийка) в противовес на обидни думи като „queer“ (куиър) и отстъпителни самоназвания като „homophile“ (хомофил). През 90-те години на 20 век се наблюдава обратната тенденция, при която стремежът е да се отнемат негативните смисли на „queer“ (куиър) чрез посочване на предимствата. В началото на 21 век има тенденция към изоставяне на термини като куиър и въвеждането на нови специализирани термини, например. „лавендър“ за ЛГБТ лингвистика.

## История
Непосредствен катализатор на това движение е бунтът в „Стоунуол Ин“ от 28 юни 1969 г. в Ню Йорк. Той е провокиран от създадения малко преди това реакционен „Фронт за свободи на гейовете“ (на англ.: Gay liberation front, игра на думи с южновиетнамския освободителен фронт), готов на явни сблъсъци за гражданските права на лесбийки и гейове. Като основа на цялата по-нататъшна либерализация се поставя свободното разкриване на хомосексуалните хора пред обществото, въпреки че целите далеч надминавали интеграцията.